# Neil Thomas Ministries
Les Neil Thomas Ministries, aussi appelés Inner Life Church et abrégés en NTM, sont une organisation chrétienne évangélique basée en Australie.
Fondée dans les années 1970 par le pasteur australien Neil Thomas, les Neil Thomas Ministries sont présentés comme une organisation caritative visant l’accès à l’éducation dans les pays en voie de développement, particulièrement les îles du Pacifique, et leur évangélisation. En 1976, une première université affiliée aux Neil Thomas Ministries est fondée à Canberra. En 2019, l’organisation compte environ 72 000 fidèles dans le monde, plus d’une centaine d’églises et plusieurs écoles et universités, qui forment des pasteurs et des missionnaires. Elle est principalement implantée en Australie et au Vanuatu et englobe plusieurs autres associations, soutenant l’éducation des adultes, l’évangélisation, l’édition de livres religieux ou encore le soutien aux familles durant la pandémie de Covid-19.
En 1997, un député du Parti travailliste alerte les autorités australiennes sur les pressions financières exercées par l’organisation sur ses fidèles. En 2019, trois femmes portent plainte contre l’organisation pour des agressions sexuelles perpétrées par l’ancien dirigeant Neil Thomas, décédé en 2014. Par la suite, des ex-fidèles témoignent de la détresse financière dans laquelle l’organisation les aurait mises, en les encourageant à investir de grosses sommes ou à rembourser les dettes de Neil Thomas.

## Historique

### Fondation desNeil Thomas Ministries
Les Neil Thomas Ministries sont fondés par Neil Thomas, né en Australie en 1935 et mort le 11 décembre 2014. Son père, William Alexander Thomas, est très pieux et soutient les missionnaires à l’international. L’épouse de Neil Thomas, Dorothy Edward-Thomas, est professeure de théologie et très impliquée auprès de son mari. Il crée d’abord la Holiness Fellowship, qui devient en 1978 les Neil Thomas Ministries. L’organisation, enregistrée sous le nom de NTM Family Worship Centres Trust, est basée à Melbourne. Ses activités principales sont la diffusion de l’évangile, l’aide aux enfants et l’accès à l’éducation dans les pays en voie de développement.

### Création d’universités
En 1976, Neil Thomas et un autre pasteur, Tom Griffiths, fondent un premier NTM Christian College à Canberra. Il s’agit d’une université chrétienne inspirée par les préceptes de John Wesley, fondateur de l'église méthodiste, et Charles Cowman (en), missionnaire. En 2012, le programme comprend trois matinées par semaine, et contient principalement des études de la Bible afin de former des pasteurs et des missionnaires. Chaque semaine de cours coûte 100$, et trois retraites spirituelles à 140$ chacune sont incluses dans le programme de l’année. Il est aussi requis de la part des étudiants de faire du porte à porte, ne pas boire d’alcool ni fumer, participer aux activités de l’organisation et aux prières de groupe, et ne pas porter de jeans, leggings, pantalons serrés ou tenues de sport.

### Associations liées
Plusieurs associations appartenant au même groupe sont fondées au cours des années : le NTM College Building Fundaf en 1980, dont la mission principale est l’éducation des adultes ; la Neil Thomas Ministries International Trust en 1992, pour la publication de livres religieux ; The Trustee for NTM Foundation en 2010, une association philanthropique ; et les Inner Life Ministries, créés pendant la pandémie de Covid-19, pour soutenir les familles et les personnes victimes d’anxiété, mais aussi, comme « activité principale », l’évangélisation et les études bibliques.

### Répartition dans le monde
À la mort de Neil Thomas le 11 décembre 2014, son fils Peter Thomas devient directeur de l’organisation. En 2019, les Neil Thomas Ministries comptent 72 000 fidèles répartis principalement en Australie, au Vanuatu, en Nouvelle-Zélande, dans les îles Salomon et en Nouvelle-Calédonie, ainsi qu’en Inde, en Ouganda et au Rwanda,. Il y a plus de 500 NTM Family Worship Centres dans le monde,.

#### Implantation au Vanuatu
Les Neil Thomas Ministries sont particulièrement présents au Vanuatu. En 1970, Neil Thomas tente de s’y installer afin d’implanter la Holiness Fellowship, sans y parvenir. Il obtient finalement un titre de séjour en 1986. Son projet est d’améliorer la vie des Vanuatais et de leur donner accès à une éducation égale à celle des Occidentaux.
Les nombreux chantiers financés par les Neil Thomas Ministries au Vanuatu, dont des cliniques et des écoles, accroissent leur popularité dans le pays. Neil Thomas y est surnommé Abu Neil Thomas, et son décès donne lieu à une commémoration à Port-Vila. En 2021, le Vanuatu compte environ 130 églises du groupe et cinq Neil Thomas Christian Universities proposant des cours de l’école primaire au supérieur, et dont l’enseignement est reconnu par le gouvernement vanuatais. En 2020, le Vanuatu compte environ 9 515 fidèles des Neil Thomas Ministries, soit 3,2 % de la population du pays.
Tatamat Seth, pasteur vanuatais, est président des Neil Thomas Ministries au Vanuatu et vice-président à l’international. En 2015, un premier missionnaire vanuatais part pour l’Ouganda, accompagné de sa femme et de sa fille. Tatamat Seth souligne que, les missionnaires vanuatais étant bilingues français-anglais, il est prévu qu’ils prêchent aussi au Rwanda.

## Accusations

### Agressions sexuelles
En 2019, le Sydney Morning Herald relaie les témoignages de plusieurs ex-fidèles, dont trois femmes ayant porté plainte contre l’organisation pour des agressions sexuelles perpétrées par Neil Thomas, décédé 5 ans plus tôt. Toutes trois disent avoir été contraintes à des actes sexuels avec l’ex-leader, alors qu’elles étaient engagées comme secrétaires, dans les années 1990 et 2000. Neil Thomas aurait expliqué à ses victimes présumées qu’il leur fallait « l’oindre comme Marie-Madeleine le faisait avec Jésus », pour être « appelées par Dieu ». Peter Thomas, l’actuel dirigeant, est pour sa part accusé d’avoir ignoré le problème alors qu’il en avait été mis au courant en 2017, ainsi que d’autres membres importants de l’organisation. Contacté par le journal, il refuse de répondre et nie toute responsabilité des Neil Thomas Ministries.

### Pressions financières
À la suite de la prise de parole des victimes présumées de Neil Thomas, des ex-fidèles témoignent des pressions financières exercées par le groupe. Ces pressions sont déjà dénoncées par l’ancien député du Parti travailliste Kelvin Thomson (en) en 1997, qui qualifie alors les Neil Thomas Ministries de « machine à fric ». Les fidèles sont tenus de donner 10 % de leur salaire annuel aux Neil Thomas Ministries et encouragés à donner plus via des « love offerings ». Certains fidèles, vivement encouragés à soutenir l’organisation, auraient dû rembourser des dettes contractées par Neil Thomas, ou acheter des entreprises, pour finalement les revendre à perte des mois plus tard, et auraient risqué de perdre leurs maisons. Plusieurs femmes engagées comme secrétaires disent n’avoir été payées qu’entre 50 dollars et 100 dollars/semaine, voire par payées du tout. Certaines familles rapportent avoir été intimidées, menacées de malédictions et d’excommunications, et que les fidèles n’ont pas le droit de parler à des personnes extérieures à la communauté.

## Sources
- (en) Godwin Ligo, « NTM Founder Neil Thomas dies », Vanuatu Daily Post,‎ 16 janvier 2015 (lire en ligne, consulté le 8 décembre 2021).
- (en) Farrah Tomazin et Cameron Houston, « ’Anoint me with oil’: How evangelical pastor Neil Thomas preyed on his flock », The Sydney Morning Herald,‎ 11 février 2019 (lire en ligne).
- (en) Farrah Tomazin, « Pastor accused of sex abuse was running a ‘money-making machine’ », The Sydney Morning Herald,‎ 13 février 2019 (lire en ligne).